# 尖叫旅社3：怪獸假期
《尖叫旅社3：怪獸假期》（英語：Hotel Transylvania 3: Summer Vacation，國際版記作）是一部2018年美國電腦動畫怪物喜劇電影，由格恩迪·塔塔科夫斯基執導。本片為2015年電影《尖叫旅社2》的續集，由索尼動畫製作，哥倫比亞電影公司發行。美國於2018年7月13日上映。
本片於2018年6月13日在安錫國際動畫影展進行首映，2018年7月13日在美國院線上映。發行後儘管受到了褒貶不一的評論，但比起前兩集獲得較好的成績。全球票房收入為5.28億美元，以8000萬美元的預算來說獲得了良好的票房。續集《尖叫旅社：變形怪獸》定於2022年發行。

## 劇情
梅菲絲安排了一場家庭旅行，平時服務客人的他決心好好放鬆，也給她的爸爸德古拉一個驚喜。但遊輪上德古拉遇見船長艾利卡且一見鍾情，梅菲絲變得像過度保護孩子的大家長般，讓父親和艾利卡保持距離。但他們不知道這場看似美好的愛情其實是怪物獵人亞伯拉罕·范海辛所布下的陷阱.

## 配音员
| 配音                            | 配音     | 配音     | 配音     | 角色                          |
| 美國                            | 台灣     | 香港     | 中國大陸 | 角色                          |
| ------------------------------- | -------- | -------- | -------- | ----------------------------- |
| 亞當·山德勒                     | 劉明勳   | 黃文偉   | 張欣     | 德古拉（Dracula）             |
| 安迪·萨姆伯格                   | 宋昱璁   | 盧富泰   | 馬洋     | 强尼/台譯：小怪（Johnny）     |
| 赛琳娜·戈麦斯                   | 吳貴竹   | 麥智鈞   | 唐雅菁   | 梅菲絲（Mavis）               |
| 凯文·詹姆斯                     | 石班瑜   | 陳旭恆   | 孟祥龍   | 科学怪人（Frankenstein:）     |
| 大衛·史派德                     | 劉傑     | 高翰文   | 梁達偉   | 格瑞芬（Griffin）             |
| 史蒂夫·布西密                   | 楊少文   | 關信培   | 曹真     | 維恩（Wayne）                 |
| 基根-麥可·奇                    | 陳彥鈞   | 林澤群   | 劉垚     | 莫瑞（Murray）                |
| 茉莉·珊隆                       | 魏晶琦   | 劉淑儀   | 鍾可     | 溫達（Wanda）                 |
| 芙兰·德西赛尔                   | 姜瑰瑾   | 蘇青鳳   | 武向彤   | 尤妮斯（Eunice）              |
| 凱薩琳·哈恩                     | 曾莞婷   | 顧詠雪   | 黃鶯     | 艾莉卡（Ericka）              |
| 吉姆·加费格安                   | 符爽     | 李建良   | 程玉珠   | 范海辛（Van Helsing）         |
| 梅尔·布鲁克斯                   | 李香生   |          |          | 弗拉德（Vlad）                |
| 艾希尔·布林克夫                 |          |          | 寬寬     | 丹尼斯（Dennis）              |
| 珊迪·山德勒                     | 张琦     |          |          | 溫妮（Winnie）                |
| 格恩迪·塔塔科夫斯基             | 使用原音 | 使用原音 | 使用原音 | QQ綠（Blobby）                |
| 克莉希·泰根                     | 龍顯蕙   |          | 嚴峻     | 水晶（Crystal）               |
| 喬·強納斯                       |          |          |          | 挪威海怪（Kraken）            |
| 塔拉·史壯 艾莉森·哈蒙德（英國） | 魏晶琦   |          |          | 科學怪小姐（Frankenlady）     |
| 克里斯·帕內爾                   | 陳幼文   |          |          | 史丹（Stan）                  |
| 喬·懷特                         | 使用原音 | 使用原音 | 使用原音 | 丁丁（Tinkles）               |
| 阿隆·拉潘提                     |          |          |          | 小精靈們（Gremlins）          |
| 蜜雪兒·穆多卡                   | 劉如蘋   |          |          | 手機說話聲（Phone Voice）     |
| 蜜雪兒·穆多卡                   |          |          |          | 凱西（Kelsey）                |
| 蜜雪兒·穆多卡                   |          |          |          | 巫婆們（Witches）             |
| 珊妮·山德勒                     |          |          |          | 珊妮（Sunny）                 |
| 莉比·托馬斯·迪奇                |          |          |          | 莉比（Libby）                 |
| 派屈克·哈平                     |          |          |          | 奧地利男孩（Austrian Boy）    |
| 克雷吉·凱爾曼                   |          |          |          | 海拉伯根先生（Mr. Hydraberg） |
| 傑米·卡米爾                     |          |          |          | 卓柏卡布拉（El Chupacabra）   |

## 製作
2015年9月，當《尖叫旅社2》上映時，電影監製米西爾·穆多卡宣佈將製作《尖叫旅社3：怪獸假期》，但她和格恩迪·塔塔科夫斯基因忙於製作另一部電影《Can You Imagine?》而不會回歸。直至2016年6月，索尼動畫正式確認格恩迪·塔塔科夫斯基將回歸並執導《尖叫旅社3：怪獸假期》。

## 發行
《尖叫旅社3：怪獸假期》原定於2018年9月21日上映。2017年2月6日宣佈定於2018年7月13日上映，而2018年9月21日的檔期則改為《怪物遊戲2：妖獸讚》。

### 評價
爛番茄根據119條評論，持有62%的新鮮度，平均得分5.50／10。在Metacritic上獲得了54分。

### 票房
台灣方面，首週四天票房為新台幣2396萬元；次週票房累計至新台幣4397萬元；第三週票房累計至新台幣5528萬元；第四週票房累計至新台幣6115萬元；最終全台票房為新台幣6868萬元。
中国大陆票房2.23亿人民币。
| 上一届： 《蟻人與黃蜂女》 | 2018年美國週末票房冠軍 第28週 | 下一届： 《私刑教育2》 |

## 外部連結
- 互联网电影数据库（IMDb）上《鬼靈精怪大酒店3︰怪獸旅行團》的资料（英文）
- Box Office Mojo上《尖叫旅社3：怪獸假期》的資料（英文）
- 爛番茄上《尖叫旅社3：怪獸假期》的資料（英文）
- Metacritic上《尖叫旅社3：怪獸假期》的資料（英文）
- AllMovie上《尖叫旅社3：怪獸假期》的资料（英文）
- 開眼電影網上《尖叫旅社3：怪獸假期》的資料（繁體中文）
- 时光网上《尖叫旅社3：怪獸假期》的資料（简体中文）
- 豆瓣电影上《尖叫旅社3：怪獸假期》的資料 （简体中文）